# Es Sénia

Es Sénias läge i Oranprovinsen.

Es Sénia (arabiska السانية) är en stad och kommun i nordvästra Algeriet och är en sydlig förort till Oran, i Oranprovinsen. Folkmängden i kommunen uppgick till 96 928 invånare vid folkräkningen 2008, varav 43 685 invånare bodde i centralorten. Den internationella flygplatsen Oran-Es Sénia är belägen i kommunen.